# Улица Нахимсона (Ярославль)
У́лица Нахимсо́на (бывшая Рождественская улица, в 1918—1984 годах — часть Большой Октябрьской улицы) — улица в историческом центре города Ярославля, лежащая между Советской и Богоявленской площадями. Нумерация домов ведётся от Советской площади.

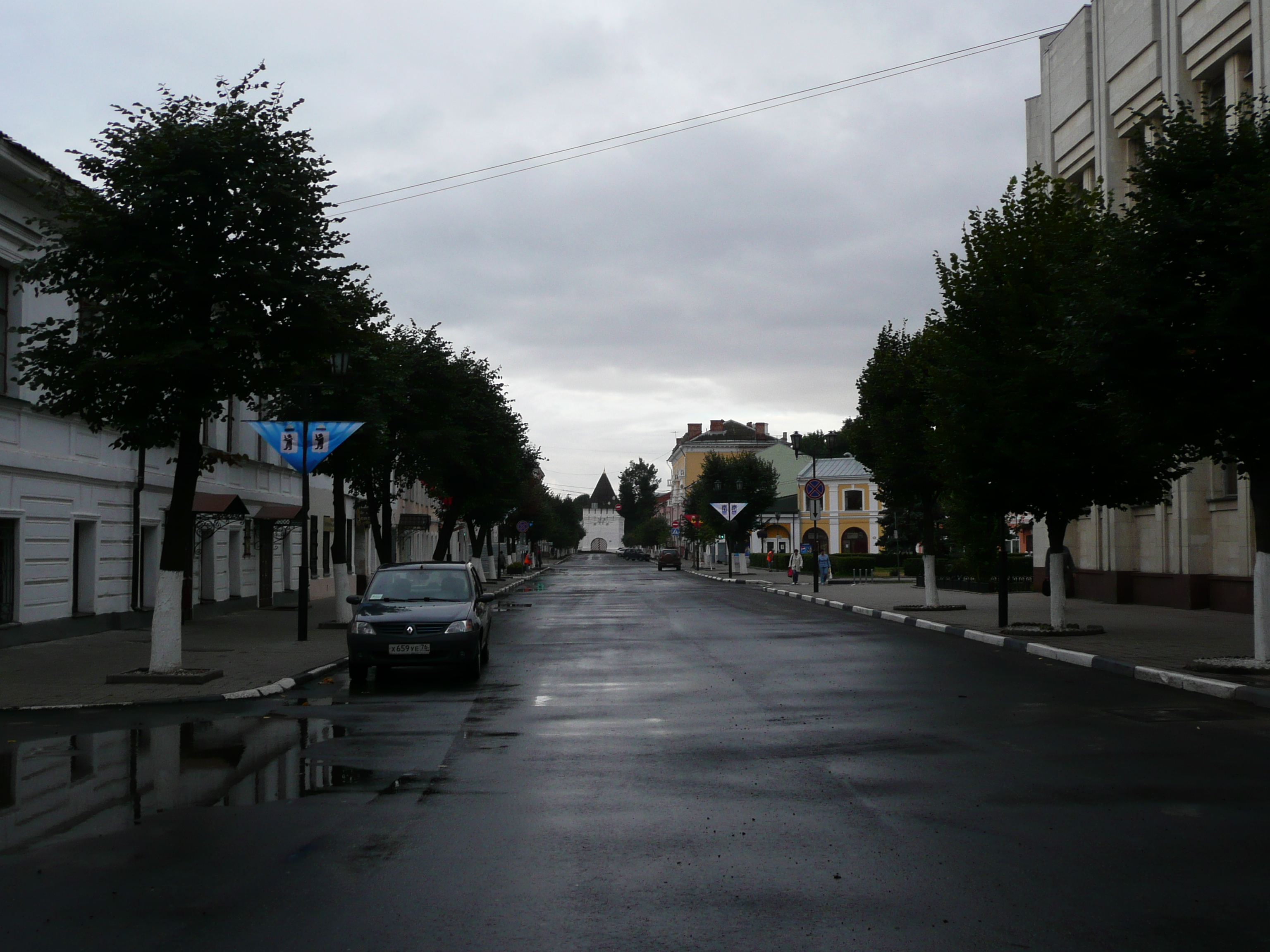
Улица в дни празднования 1000-летия города. Перспективу замыкает Угличская башня

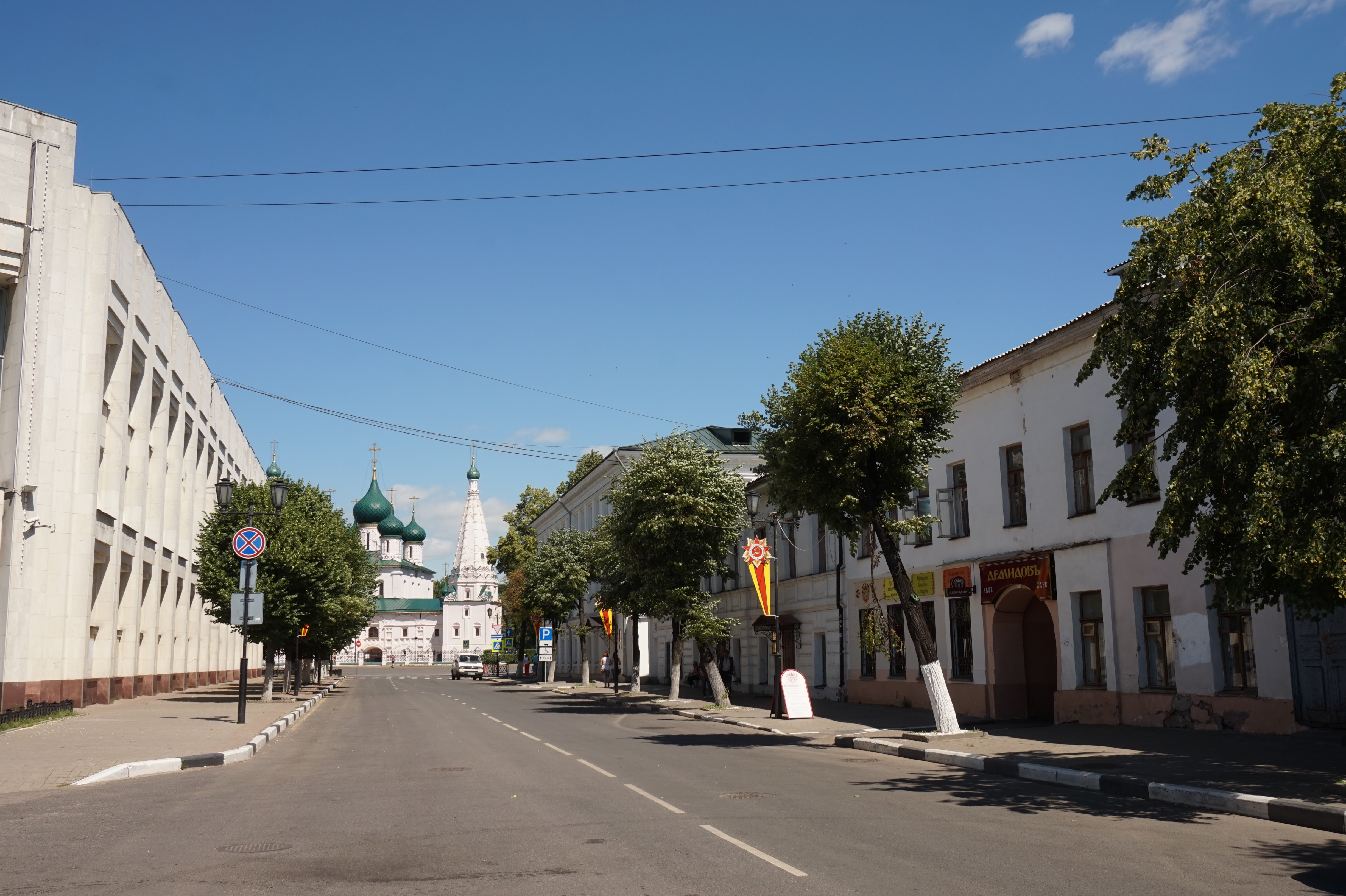
Вид с улицы на Ильинскую церковь

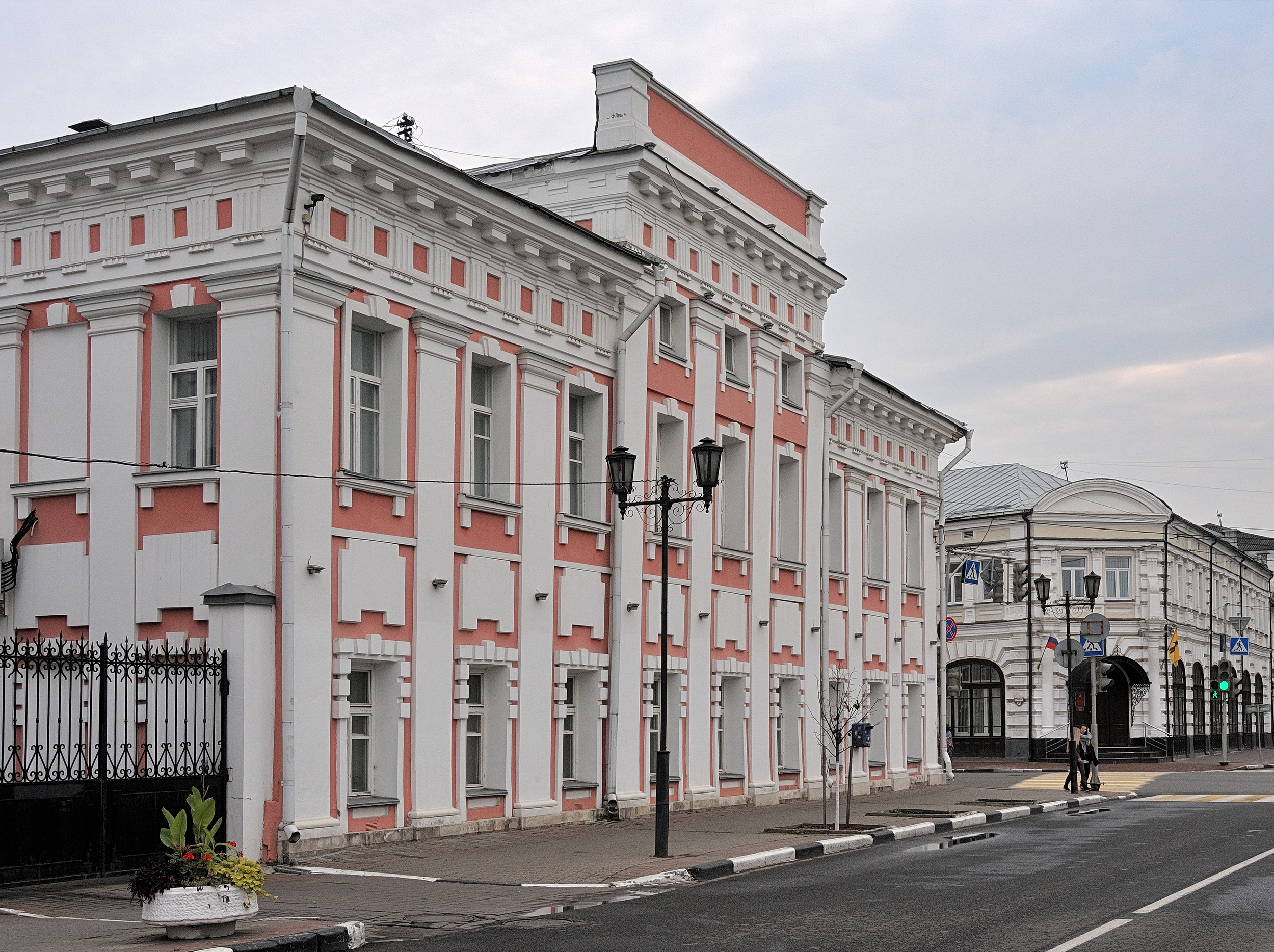
Мэрия Ярославля (бывший дом вице-губернатора)

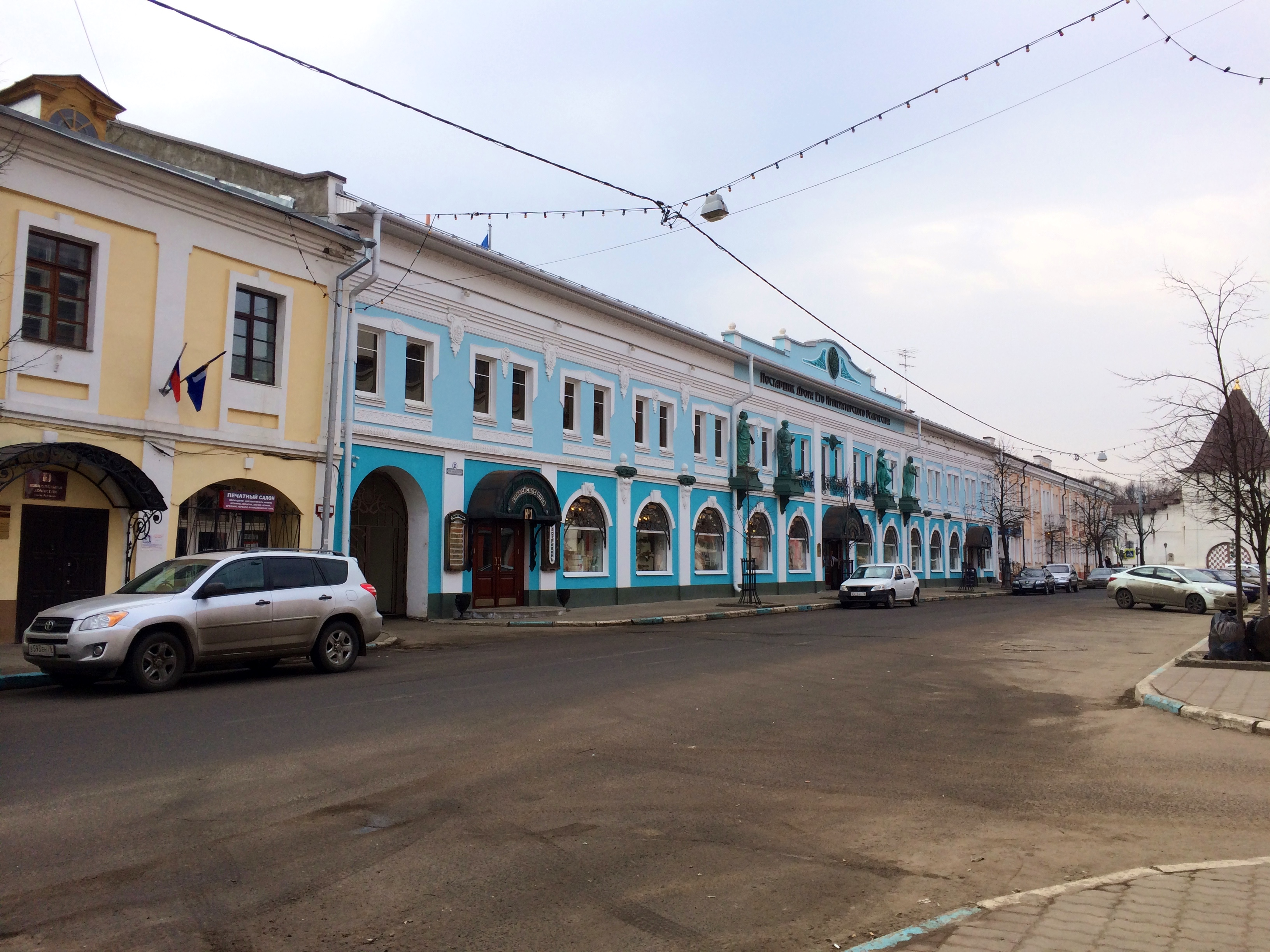
Гастроном № 1

## История
Улица была спроектирована по регулярному плану 1778 года и вела от центральной (Ильинской) площади к одному из выездов из Земляного города — Угличской проездной башне. Получила название Рождественская улица по церкви Рождества Богородицы, стоявшей на Богоявленской площади (разрушена в 1930 году). Регулярный план гармонично вписывал шедевры ярославских зодчих предыдущих веков в новую планировку: перспективу улицы с одной стороны замыкал великолепный вид на церковь Ильи Пророка, с другой — древняя Угличская башня.
Современная застройка Рождественской улицы сложилась, в основном, в конце XVIII — начале XIX столетий. Сохранились фрагменты старого Гостиного двора, построенного в конце XVIII века по типовым чертежам, разработанным в Петербурге. Старый Гостиный двор в Ярославле занимал два квартала, ограниченные улицами Сретенской, Ростовской, Воскресенской и Казанской. По лицевой стороне улиц кварталы имели торговые ряды в виде двухэтажных зданий. На первых этажах были лавки с открытой галереей, укрывающей от дождя покупателей и товары, вынесенные для продажи на улицу. На вторых этажах располагались квартиры купцов. Внутри кварталов размещались склады.
В конце XIX века Гостиный двор был перестроен почти по всему периметру, и сохранились лишь отдельные его фрагменты (здания 16, 17, 18).
В 1918 году после захвата города Рождественская и Большая Рождественская улицы были переименованы большевиками в Октябрьскую улицу. С 1926 года название сменилось на Большую Октябрьскую.
В 1984 году бывшая Рождественская улица была снова выделена и переименована в улицу Нахимсона в честь С. М. Нахимсона (1885—1918) — революционера, председателя Ярославского губисполкома, убитого ярославцами в 1918 году. До этого в 1924—1960-е годы улицей Нахимсона называлась бывшая Спасская улица, проходившая от Николо-Мокринской церкви до улицы Городской Вал.

## Здания и сооружения
- № 1а — Бывший жилой дом винного пристава, построенный в 1780-е годы[6]
- № 3, 3а, 3б — Бывшая усадьба Шишонкова, построенная в начале XIX века[7]
- № 5 — Бывший Главный дом усадьбы Щукиной, построенный в 1810-х годы[8]
- № 5а — Мэрия города Ярославля (северо-западный вход)
- № 7 — Бывший дом вице-губернатора, построенный в 1787 году; с 1870-х в нём размещалась Губернская земская управа
- № 8 — Управление земельных ресурсов мэрии города Ярославля
- № 9 — Бывший Торговый дом И. А. Вахромеева, построенный в конце XVIII века, перестроенный в начале XX века
- № 10 — Бывший доходный дом Ешкавых[9]
- № 13 — Бывший дом с лавками Сорокиных[10]
- № 15, 16, 17, 18 — Сохранившиеся здания бывшего Гостиного двора[11]
- № 21а — Бывший дом Иконникова[12]

На других улицах:
- Первомайская улица, 53 — Бывшее здание Кондитерской фабрики «Бельфор», открытой в 1902 году купцом В. П. Кузнецовым[13]